# Mikheil Khachidze

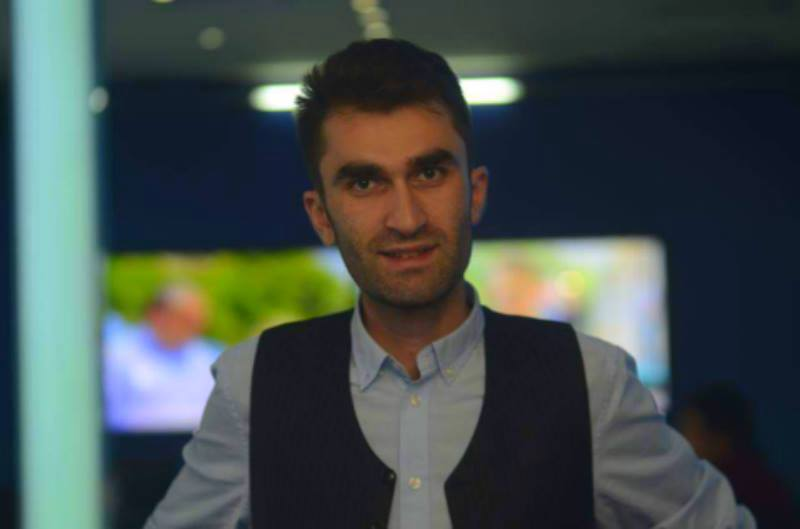
Mikheil Khachidze

Mikheil Khachidze (en georgiano: მიხეილ ხაჩიძე, nació el 9 de diciembre de 1990)  es un periodista georgiano,  reportero de radio y televisión. Actualmente está trabajando en la estación de televisión Maestro TV en Tbilisi. Mikheil Khachidze escribe para la prensa alemana. También es activo en el campo de las relaciones públicas.